# Acid linoleic
Acid linoleic là một hợp chất hữu cơ có công thức hóa học HOOC(CH
2)
7CH=CHCH
2CH=CH(CH
2)
4CH
3. Cả hai nhóm anken đều là đồng phân cis-trans. Loại acid béo thỉnh thoảng được ký hiệu là 18:2 (n-6)  hoặc 18:2 cis-9,12. Muối hay ester tạo thành từ acid này được gọi là linoleate.
Acid linoleic là một acid béo omega-6 không bão hòa đa, có dạng chất lỏng không màu, hầu như không tan trong nước nhưng hòa tan trong nhiều dung môi hữu cơ. Nó thường xuất hiện trong tự nhiên dưới dạng triglyceride (ester của glycerin) chứ không phải là acid béo tự do. Đây là một trong hai axit béo thiết yếu đối với con người và là loại cần thiết nhất vì cơ thể phải sử dụng nó làm cơ sở để tạo ra các axit béo khác. Con người phải bổ sung acid linoleic thông qua ăn uống.
Từ "linoleic" có nguồn gốc từ tiếng Latinh linum "flax" + oleum "dầu", phản ánh thực tế rằng nó lần đầu tiên được phân lập từ dầu hạt lanh.

## Lịch sử
Năm 1844, F. Sacc, khi này đang làm việc cho phòng thí nghiệm của Justus von Liebig, đã phân lập được acid linoleic từ dầu hạt lanh. Năm 1886, K. Peters xác định được sự tồn tại của hai liên kết đôi. Năm 1930, G. O. Burr và cộng sự phát hiện vai trò thiết yếu của loại axit béo này trong chế độ ăn uống của con người. Năm 1939, T.P. Hilditch và cộng sự xác định đươc cấu trúc hóa học. Năm 1950, R. A. Raphael và F. Sondheimer tổng hợp được axit béo này.

## Lợi ích đối với sức khỏe
Tiêu thụ acid linoleic có liên quan đến việc giảm nguy cơ mắc bệnh tim mạch, tiểu đường và tử vong sớm. Có bằng chứng thuyết phục cho thấy việc tăng lượng axit linoleic hấp thụ sẽ làm giảm tổng lượng cholesterol trong máu và lipoprotein mật độ thấp.
Hiệp hội Tim mạch Hoa Kỳ huyên mọi người nên thay thế chất béo bão hòa bằng acid linoleic để giảm nguy cơ bệnh tim mạch.